# Edward Daniel Clarke
Edward Daniel Clarke (5 de junho de 1769 – 9 de março de 1822) foi um naturalista, arqueólogo, mineralólogo e religioso britânico.

## Carreira
Oriundo de Willingdon, Sussex, foi primeiro educado na Uckfield School, e mais tarde em Tonbridge. Em 1786 obteve o cargo de secretário religioso no Jesus College, Cambridge, mas a perda de seu pai envolveu-o em dificuldades. Em 1790 formou-se, e pouco depois converteu-se em tutor privado de Henry Tufton, sobrinho do Duque de Dorset.
Em 1792 obteve um trabalho que o levou a viajar pela Alemanha, Suíça e Itália. Após cruzar os Alpes e visitar uma parte das principais cidades italianas, incluindo a Roma, foi a Nápoles, onde permaneceu quase dois anos.
Tendo regressado à Inglaterra no verão de 1794, tornou-se tutor de várias famílias distintas. Em 1799, viajou pelo continente europeu, a partir da Noruega e Suécia, e depois pela Rússia, Crimea, Constantinopla e Rodes, e mais tarde a Egipto e Palestina. Depois da capitulação de Alexandria, Clarke foi de grande utilidade na obtenção das estátuas, sarcófagos, cartas, manuscritos e objetos que tinham sido recolhidos pelos franceses, dentre os quais a Pedra de Roseta.

## Publicações selecionadas
- Le Rêveur; or, the Waking Visions of an Absent Man., 1796-1797
- Testimony of Authors respecting the Colossal Statue of Ceres in the Public Library, Cambridge. 8.º, 1801-1803
- The Tomb of Alexander, a Dissertation on the Sarcophagus brought from Alexandria, and now in the British Museum. 4.º, 1805
- A Methodical Distribution of the Mineral Kingdom. fol., Lewes, 1807
- A Description of the Greek Marbles brought from the Shores of the Euxine, Archipelago and Mediterranean, and deposited in the University Library, Cambridge. 8.º, 1809
- Travels in various Countries of Europe, Asia and Africa. 4.º, 1810-1819; 2.ª ed. 1811-1823
- The Gas Blowpipe or Art of Fusion., 1819